# Bedřich Machulka
Bedřich Machulka, též Friedrich Machulka (22. června 1875 Štěpánov – 6. března 1954 Praha), byl český cestovatel, fotograf a obchodník s exotickými přírodninami.

## Život
Narodil se v rodině Ignáce Machulky (1823–1895) a jeho ženy Anny (1845–1910) jako mladší ze dvou dětí. Rodina se z Kladenska brzy přestěhovala do Prahy, kde otec od roku 1889 na Novém Městě pražském vlastnil v Soukenické ulici 36 činžovní dům čp. 1665/II. Jako znalec africké přírody, organizátor loveckých safari a lovec, prožil velkou část svých cest se společníkem Richardem Štorchem (1877–1927). Společně poprvé odjeli koncem roku 1898 do severní Afriky, do Libye. Nebyli vzdělanými cestovateli, do ciziny odjeli z touhy po dobrodružství a po neznámých krajích. Z nedostatku informací si zvolili koloniální zemi pod tureckou správou, v níž byl pohyb cizinců omezen. Zprvu nedostali povolení k volnému pohybu, usadili se tedy v Tripolisu, kde získávali přírodniny a exotické zboží od obchodníků z dálkových karavan. V letech 1904 – 1905 se přesunuli do Chartúmu v Súdánu, kde si jako první Češi zařídili cestovní agenturu na organizování loveckých výprav do Afriky pro bohaté zájemce. Mezi jinými doprovázeli členy rodiny Rothschildů, od roku 1929 Adolfa Schwarzenberga a jeho ženu Hildu. Organizovali pro ně lovecké výpravy, vytyčení trasy, dopravní spojení a najímání nosičů, zajišťovali povolení k odstřelu zvířat, dopravu zavazadel, zbraní a také povolení k jejich vývozu.
Kromě sběru přírodnin (zejména drobných savců a hmyzu) se Machulka věnoval také fotografování. Po smrti Richarda Štorcha přenesl své sídlo do Nairobi v Keni, a specializoval se na východní Afriku. Působil také při založení Schwarzenbergovy africké farmy Mpata. V letech 1939 - 1950 byl zaměstnán jako správce ve Schwarzenbergově malém přírodovědném muzeu a zoologické zahradě na zámečku Ohrada, kde také bydlel. V letech 1945-1946 byl ženatý se svou příbuznou Josefou (dcerou bratrance Jana).

## Fotograf
Fotografická činnost provázela Machulku po celou dobu jeho pobytu v Africe, tj. mezi léty 1899 až 1935, kdy navštívil tyto země: Libye, Madagaskar, Súdán, Egypt, Uganda, Belgické Kongo, Tanganika a Keňa). Celou svou fotografickou sbírku, především negativy na skleněných deskách, ale i na celuloidu odkázal Náprstkovu muzeu.

## Spisovatel
Své paměti z cestování sepsal v jediné knize s titulem V Africe na stezkách zvěře, která vyšla až po jeho smrti roku 1955.

## Výstavy
- Světlo nad Tripolisem. Fotografie Bedřicha Machulky 1898-1902. 17.1. - 8.4.2001 Národní muzeum, Náprstkovo muzeum asijských, afrických a amerických kultur

## Památka
- zlatohlávek Mecynorrhina machulkai, kterého poprvé popsal český odborník Tesař, je vystaven také v entomologické sbírce Národního muzea.